# Medusandraceae
Medusandraceae is een botanische naam, voor een familie van tweezaadlobbige planten. Een familie onder deze naam wordt zo af en toe erkend door systemen voor plantentaxonomie.
Het Cronquist systeem (1981) plaatste de familie in de orde Santalales. Het APG-systeem (1998) plaatste de familie niet in een orde. Echter, het APG II-systeem (2003) erkent de familie in het geheel niet. De APWebsite [11 feb. 2008] erkent de familie weer wel, maar plaatst haar wederom niet in een orde.
Indien erkend, gaat het om een heel kleine familie, die voorkomt in West-Afrika.